# Nikola Jovanović
Nikola Jovanović, cirill betűkkel Никола Joвaнoвић (Cetinje, 1952. szeptember 18. –) jugoszláv válogatott montenegrói labdarúgó, hátvéd.

## Pályafutása

### Klubcsapatban
1975 és 1980 között a Crvena zvezda labdarúgója volt, ahol két jugoszláv bajnoki címet szerzett és tagja volt az 1978–79-es idényben UEFA-kupadöntős csapatnak. 1980 és 1982 között az angol Manchester United együttesében játszott. 1981–82-ben kölcsönben a titográdi Budućnost csapatában szerepelt. 1982 és 1986 között a Budućnost játékosa volt.

### A válogatottban
1979 és 1982 között hét alkalommal szerepelt a jugoszláv válogatottban és részt vett az 1982-es spanyolországi világbajnokságon.

## Sikerei, díjai
Crvena zvezda
- Jugoszláv bajnokság
  - bajnok (2): 1976–77, 1979–80
- UEFA-kupa
  - döntős: 1978–79